# Cecropia pachystachya
Cecropia pachystachya är en nässelväxtart som beskrevs av Trec.. Cecropia pachystachya ingår i släktet Cecropia och familjen nässelväxter. Inga underarter finns listade i Catalogue of Life.

## Bildgalleri

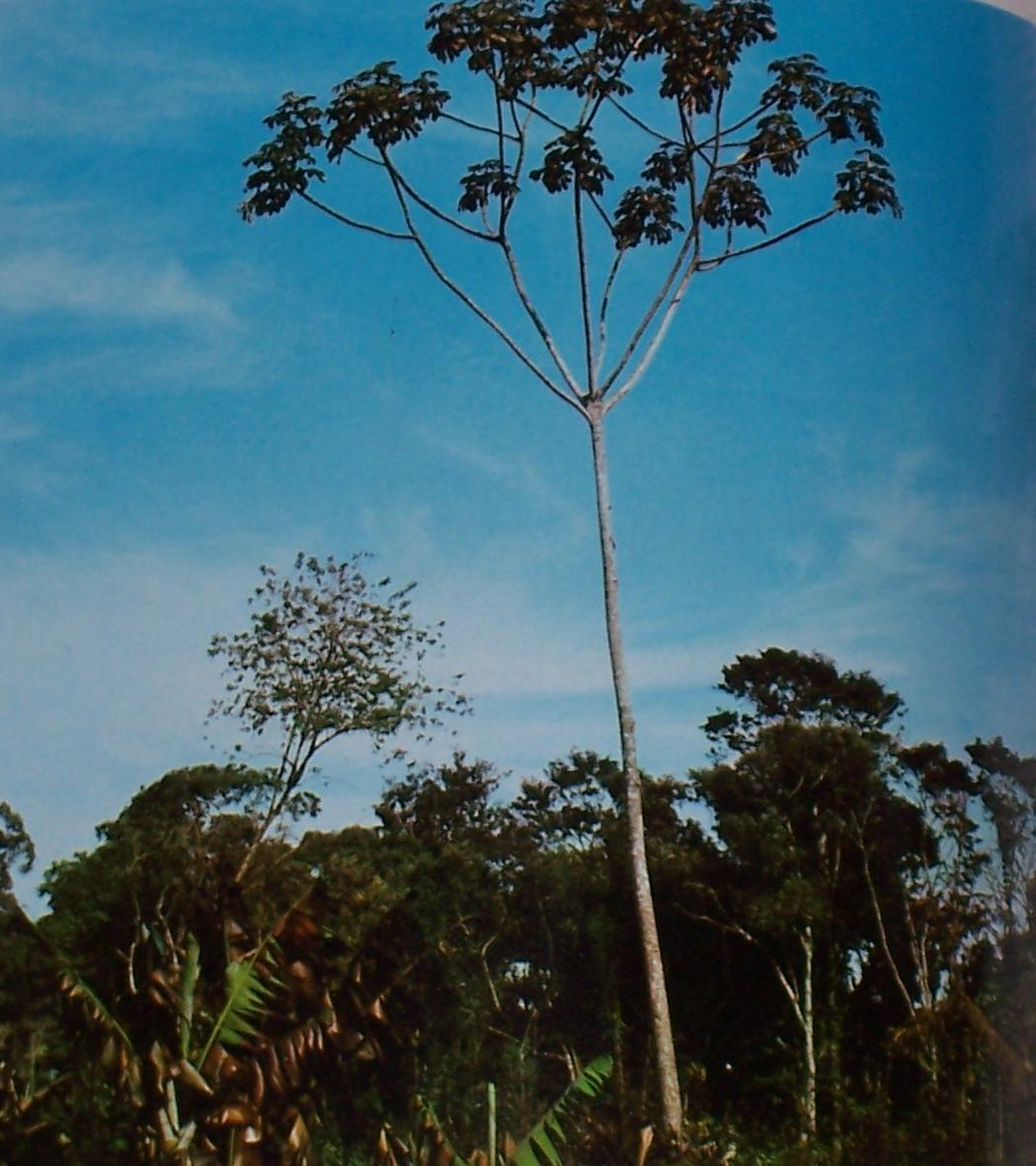
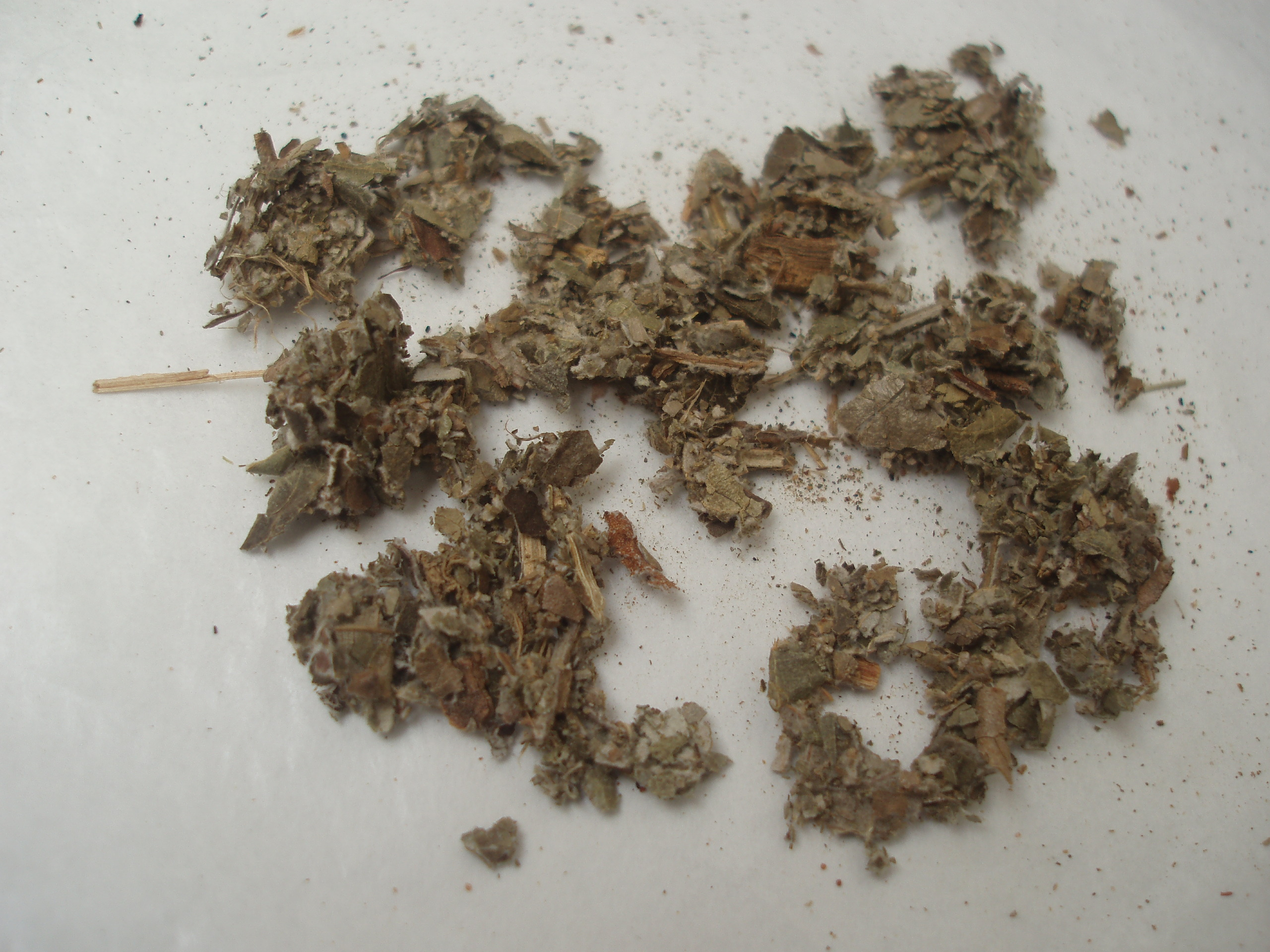
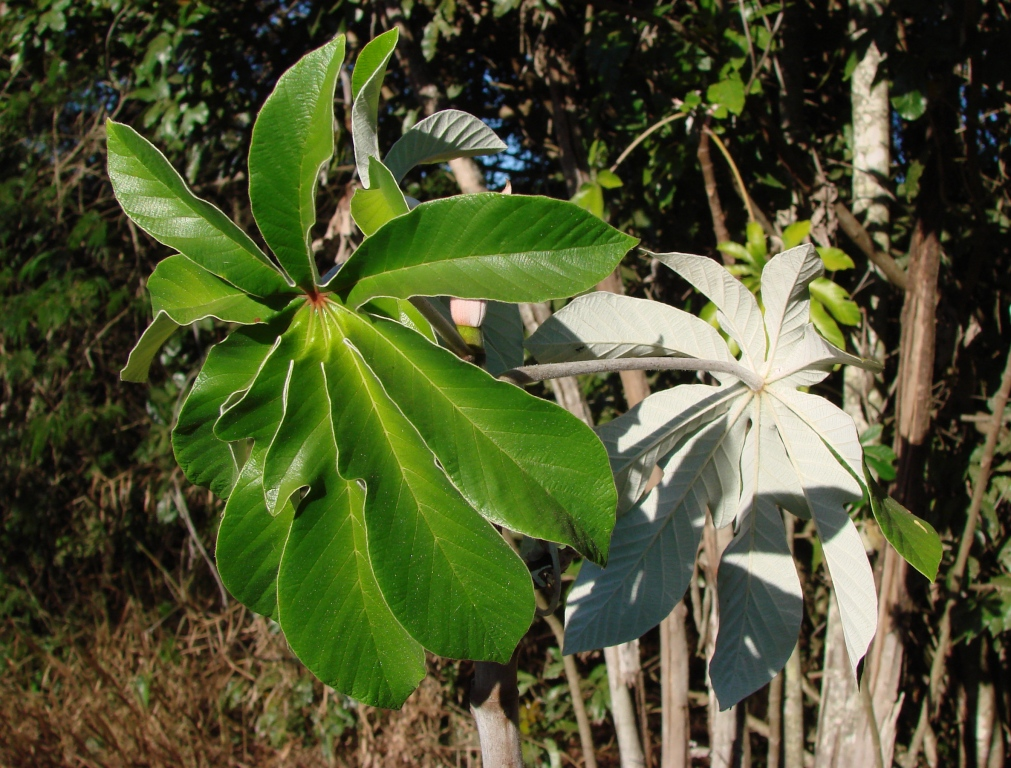
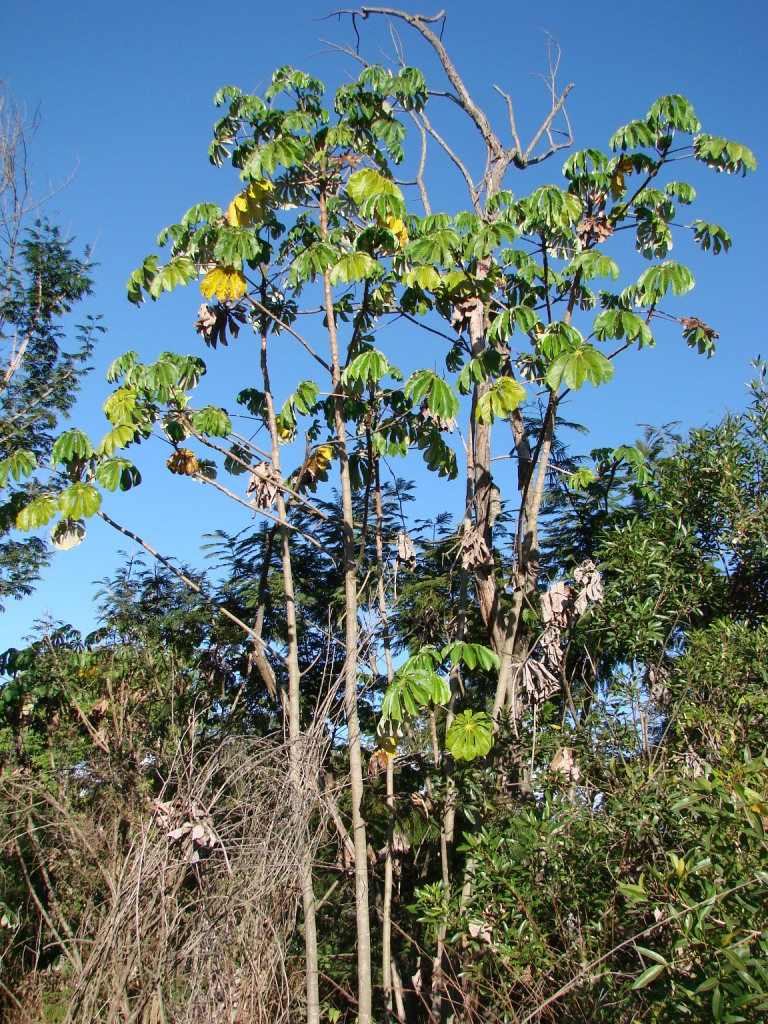